# 切爾諾奧切內市鎮
41°46′N 25°21′E / 41.767°N 25.350°E

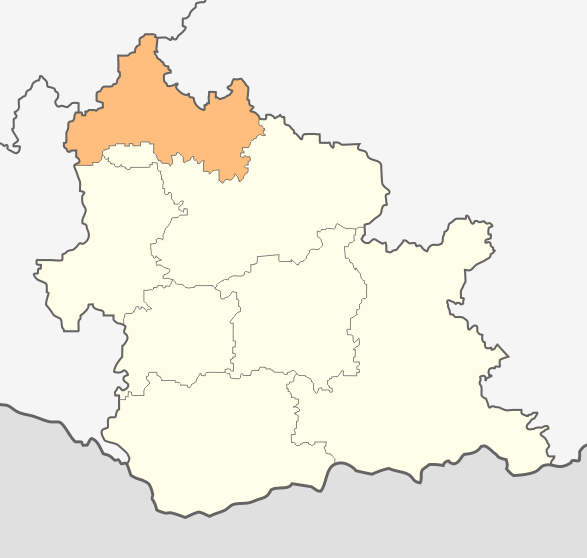

切爾諾奧切內市，是保加利亞的城鎮，位於該國南部，由克爾賈利州負責管轄，首府設於切爾諾奧切內，面積328.57平方公里，2011年人口9,284，人口密度每平方公里28.26人。